# Piasecki VZ-8 Airgeep
El Piasecki VZ-8 Airgeep (designación de compañía PA-59) fue un prototipo de aeronave de despegue y aterrizaje verticales (VTOL), desarrollada por Piasecki Aircraft. El Airgeep fue desarrollado para cubrir un contrato del Mando de Investigación del Transporte del Ejército de los Estados Unidos por un jeep volante en 1957. Se pensaba que el jeep volador sería más pequeño y fácil de volar que un helicóptero.

## Diseño y desarrollo

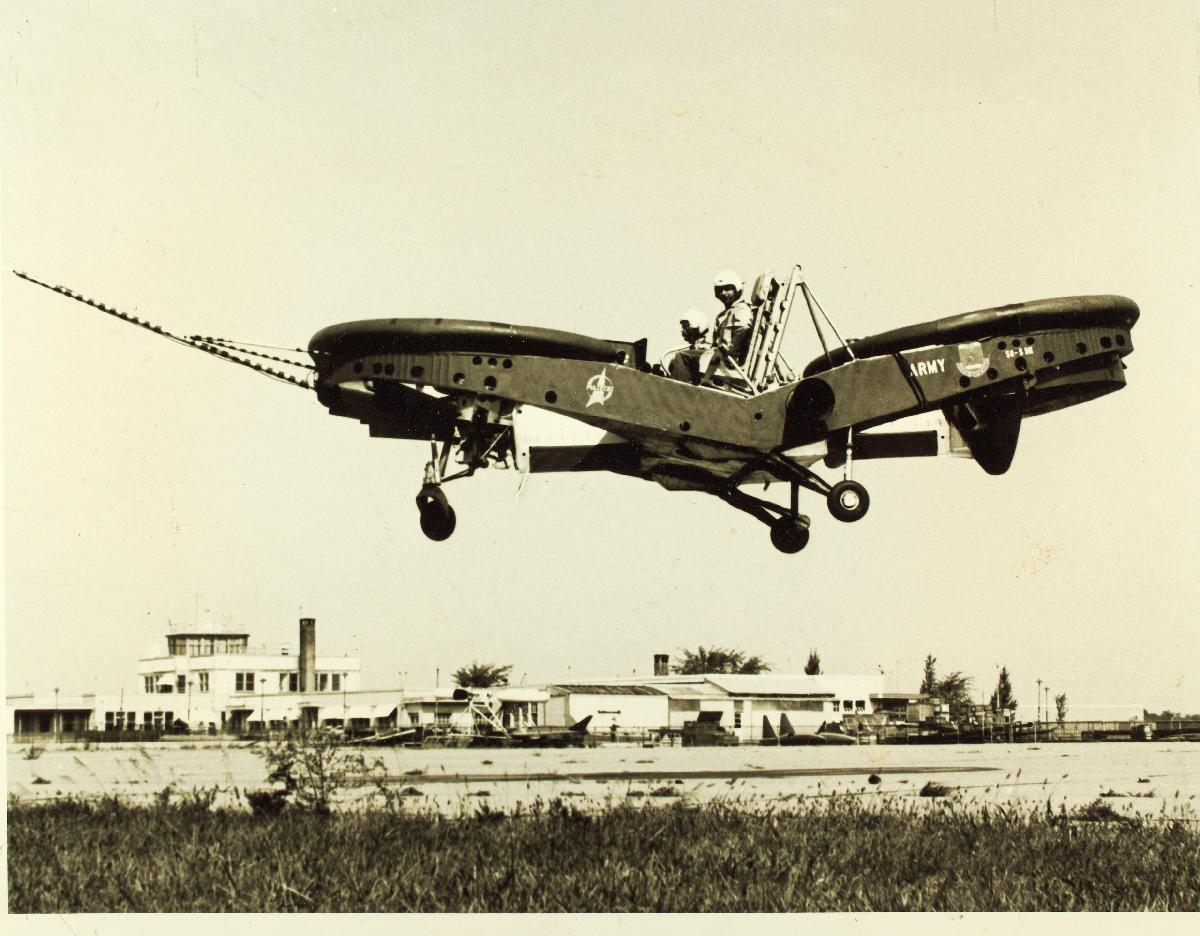
Piasecki AIRGEEP II (Ejército) durante su primer vuelo, 15 de febrero de 1962.

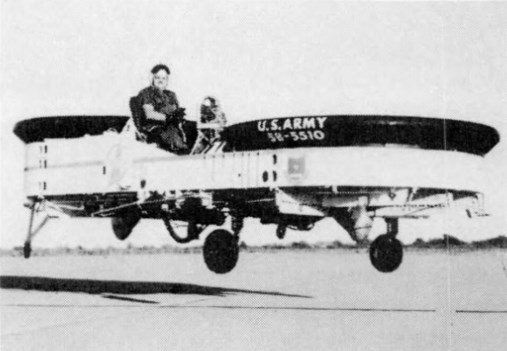
VZ-8P en 1959.

Para cubrir el requerimiento del Ejército estadounidense, el diseño de Piasecki presentaba dos rotores tripala en tándem, con la tripulación sentada entre los mismos. La potencia era suministrada por dos motores de pistón Lycoming O-360-A2A de 134,2 kW (180 hp), propulsando los rotores mediante una caja reductora central. La primera de las dos aeronaves ordenadas por el Ejército, designada inicialmente Model 59K Skycar (y más tarde renombrada Airgeep) por Piasecki y como VZ-8P por el Ejército, voló el 22 de septiembre de 1958.
Fue remotorizada con un único turboeje Turbomeca Artouste IIB de 317 kW (425 hp) que reemplazaba a los dos motores de pistón, volando de esta forma en junio de 1959. Tras ser prestada a la Armada estadounidense para ser evaluada como Model 59N, donde fue equipada con flotadores, fue devuelta al Ejército y su motor reemplazado por un más ligero y potente Garrett AiResearch TPE331-6 de 410,1 kW (550 hp).
El segundo prototipo fue completado con un diseño modificado, designado Model 59H AirGeep II por Piasecki y VZ-8P (B) por el Ejército. Estaba propulsado por dos motores Artouste, con asientos eyectables para el piloto y el copiloto/artillero, y tres asientos más para pasajeros. También fue equipado con un tren de aterrizaje eléctrico triciclo para aumentar la movilidad en tierra.
El primer vuelo del AirGeep II tuvo lugar el 15 de febrero de 1962, pilotado por "Tommy" Atkins.
Aunque el Airgeep operaría normalmente cerca del suelo, era capaz de volar a varios miles de pies, probando ser estable en vuelo. El volar bajo le permitía evadir la detección por radar. A pesar de estas cualidades, y su superioridad sobre los otros dos modelos evaluados por el Ejército estadounidense presentados para cubrir el mismo requerimiento (el Chrysler VZ-6 y el Curtiss-Wright VZ-7), aquel decidió que "el concepto de Jeep Volante no era adecuado para el campo de batalla moderno", y en su lugar se concentró en el desarrollo de helicópteros convencionales.

## Variantes

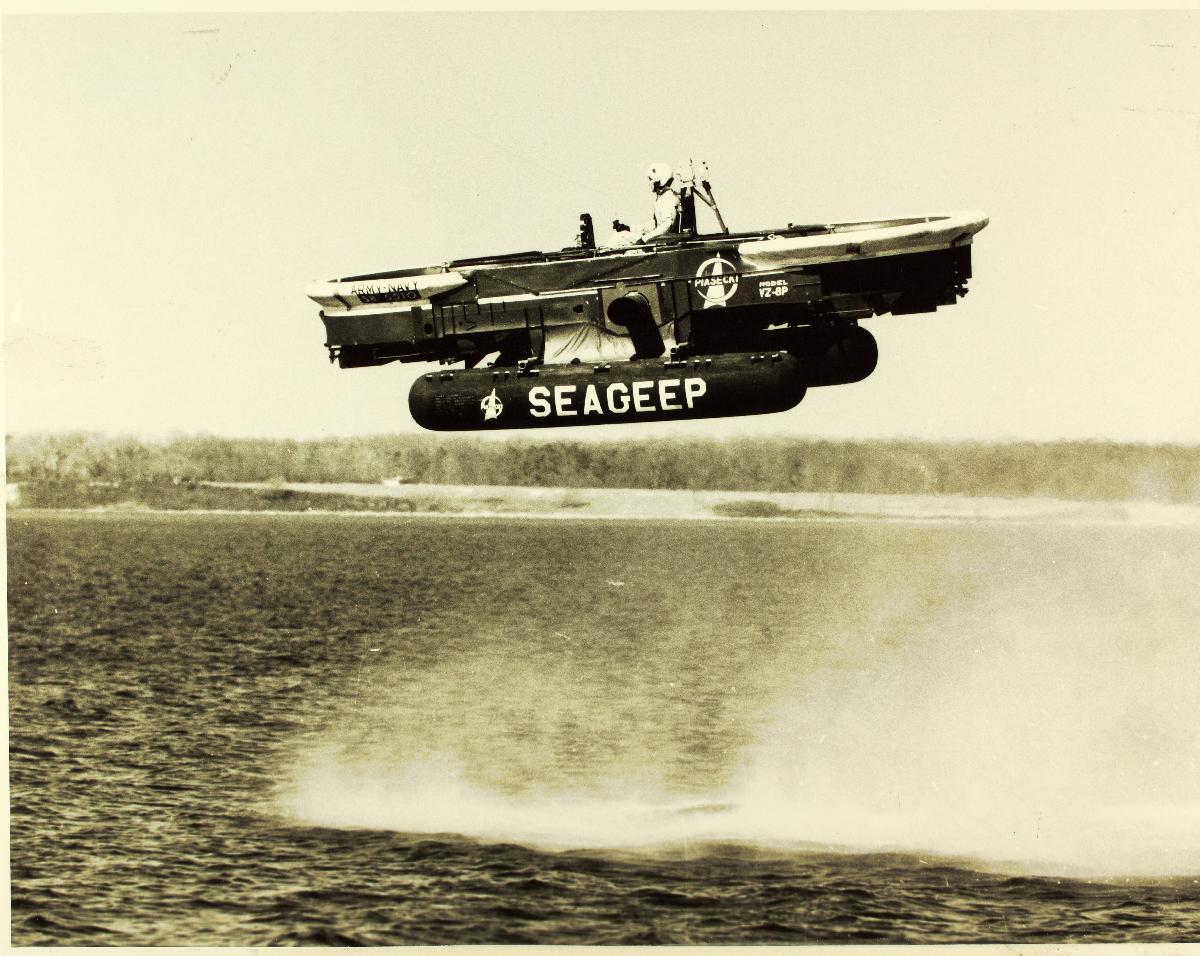
Piasecki Model PA-59N SEAGEEP.

Model 59K Skycar
Designación de la compañía para la primera aeronave, propulsada por dos motores de pistón Lycoming O-360-A2A de 134,2 kW (180 hp), dándosele la designación militar VZ-8P Airgeep. Más tarde, los motores de pistón fueron reemplazados por un único motor turboeje Turbomeca Artouste IIB de 316,9 kW (425 hp).
Model 59N SeaGeep I
La primera aeronave (después de que los motores de pistón fueran reemplazados por un único Artouste), prestada a la Armada de los Estados Unidos, equipada con flotadores.
PA-59H AirGeep II
La segunda aeronave, designación militar VZ-8P (B), completada con dos motores turboeje Turbomeca Artouste IIC de 298,3 kW (400 hp) y asientos para cinco personas, incluyendo la tripulación.
VZ-8P Airgeep I
Designación militar de la primera aeronave entregada.
VZ-8P-1 Airgeep I
La primera aeronave después de que los motores de pistón fueran reemplazados por un único Turbomeca Artouste IIB de 316,9 kW (425 hp).
VZ-8P-2 Airgeep I
La primera aeronave después de que el motor Artouste fuera reemplazado por un más ligero y potente Garrett AiResearch TPE331-6 de 410,1 kW (550 hp).
VZ-8P (B) Airgeep II
Designación militar para la segunda aeronave.

## Operadores
Estados Unidos
- Ejército de los Estados Unidos

## Especificaciones (VZ-8P (B))
Referencia datos: Jane's All the World's Aircraft 1962-63 Flying Jeeps: The US Army's Search for the Ultimate 'Vehicle' 

### Características generales
- Tripulación: Dos (piloto y copiloto/artillero)
- Capacidad: Hasta tres pasajeros
- Longitud: 7,5 m (24,4 ft)
- Envergadura: 2,8 m (9,3 ft)
- Altura: 1,8 m (5,8 ft)
- Peso vacío: 1184 kg (2609,5 lb)
- Peso cargado: 1665 kg (3669,7 lb)
- Peso máximo al despegue: 2177 kg (4798,1 lb)
- Planta motriz: 2× turboeje Turbomeca Artouste IIC.
  - Potencia: 410 kW (565 HP; 558 CV) cada uno.
- Hélices: Tripala
- Diámetro de la hélice: 2,5 m

### Rendimiento
- Velocidad máxima operativa (Vno): 136 km/h (85 MPH; 73 kt)
- Velocidad crucero (Vc): 112 km/h (70 MPH; 60 kt)
- Alcance: 56 km (30 nmi; 35 mi)
- Techo de vuelo: 914 m (2999 ft)

### Armamento
- Armas de proyectiles: Provisión para un fusil sin retroceso (no instalado)

## Aeronaves relacionadas

### Aeronaves similares
- Avro Canada VZ-9 Avrocar
- Curtiss-Wright VZ-7
- Chrysler VZ-6

### Secuencias de designación
- Secuencia PA-_ (interna de Piasecki): 16H Pathfinder - PA-39 - PA-59 - PA-97 - X-49 - PA-890
- Secuencia VZ-_ (Aeronaves de investigación VTOL del Ejército estadounidense, 1956-1962): ← VZ-5 - VZ-6 - VZ-7 - VZ-8 - VZ-9 - VZ-10 - VZ-11 →